# Bezděz
Bezděz è un comune della Repubblica Ceca facente parte del distretto di Česká Lípa, nella regione di Liberec.

## Il castello di Bezděz

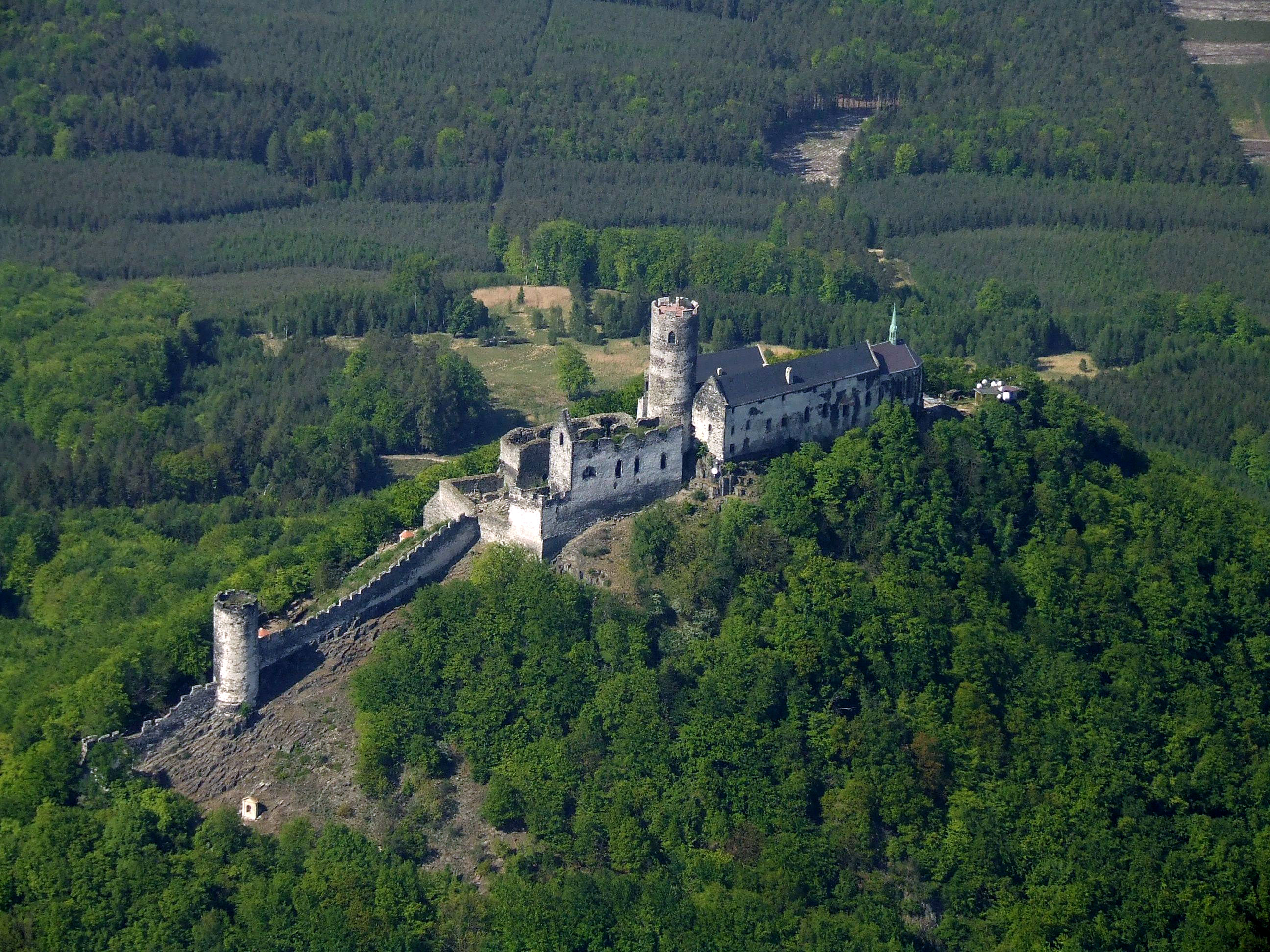
I resti del castello

Si tratta di una residenza reale fatta costruire da Přemysl Ottocaro II negli anni 1260-1278.
Il complesso del castello era completo durante il regno di Venceslao II, figlio di Ottocaro, che usava spesso i boschi della zona per andare a caccia e svagarsi.  Il castello continuò a svolgere questa funzione fino alla guerra dei trent'anni, quando venne incendiato e poi, dopo la battaglia della Montagna Bianca, finì nelle mani di Albrecht von Wallenstein.  Il famoso generale di parte imperiali cominciò nel 1623 a trasformare i resti del castello in una fortezza, ma in seguito interruppe i lavori di ricostruzione.  Nel 1627 il Wallenstein decise che il castello dovesse diventare un monastero per i benedettini di Montserrat, che nel 1666 dalla Catalogna portarono anche una copia della madonna nera.  Da quel momento il castello-monastero divenne meta di pellegrinaggi per i cattolici della zona.  Nel 1686 vennero edificate le stazioni di una Via Crucis lungo la strada che portava al castello.
Il complesso continuò ad assolvere funzioni religiose fino al 1785, quando il monastero fu soppresso per ordine dell'imperatore Giuseppe II.  Furono proibiti i pellegrinaggi e il castello cominciò ad andare in rovina, anche perché le sue pietre furono riutilizzate per l'edilizia.  La passione del movimento romantico per i monumenti medievali aiutò a conservare il castello, che rappresenta un raro caso di castello boemo del XIII secolo che non sia stato radicalmente alterato in epoche successive.